# Association for the Advancement of Artificial Intelligence
Die Association for the Advancement of Artificial Intelligence (AAAI) ist eine 1979 gegründete internationale Non-Profit-Organisation für die Erforschung und Anwendung Künstlicher Intelligenz. Sie hieß bis 2007 American Association for Artificial Intelligence. Sitz ist in Palo Alto.
Sie veranstalten Konferenzen (besonders die AAAI Conference on Artificial Intelligence, die zuerst 1980 stattfand und heute jährlich stattfindet) und Symposien und veröffentlichen das AI Magazine (gegründet 1980).
Mit der Association for Computing Machinery vergeben sie den ACM-AAAI Allen Newell Award und sie vergeben einen Fellow-Status.